# Hanauer Ultimatum
Das Hanauer Ultimatum vom 9. März 1848 war eine Petition Hanauer Bürger an ihren Landesherren im Rahmen der deutschen Revolution von 1848/1849, um bürgerliche Grund- und Freiheitsrechte zu erlangen.

## Ausgangslage
Das Kurfürstentum Hessen hatte im Zuge der Julirevolution von 1830 eine sehr liberale Verfassung erhalten, die in der politischen Praxis der Folgejahre durch den Kurfürsten aber wieder ausgehebelt wurde.
Hanau lag im Kurfürstentum Hessen geographisch sehr isoliert im südlichsten Zipfel des Landes. Hinsichtlich von Gewerbe und Industrialisierung war es zwar neben der Hauptstadt Kassel die am weitesten fortgeschrittene Stadt des Landes, war durch seine Lage aber weitgehend von Zollgrenzen umgeben, die seine Entwicklung behinderten. So waren hier die Spannungen mit dem dem Spätabsolutismus zuneigenden Landesherren, zunächst Kurfürst Wilhelm II., ab 1831 der Prinzregent und spätere Kurfürst Friedrich Wilhelm, am stärksten ausgeprägt und die revolutionäre Bewegung fasste hier zuerst Fuß.

## Delegation nach Kassel
Das Hanauer Ultimatum vom 9. März 1848 entstand im Zuge einer Petition an den Kurfürsten: Nachdem eine im Februar 1848 aufgesetzte Petition kurzfristig keine Veränderung bewirkt hatte, wählten Hanauer Bürger, die sich auf dem Marktplatz der Hanauer Neustadt versammelten, eine 24-köpfige „Volkskommission“, der unter anderem August Schärttner, Christian Lautenschläger, Pedro Jung, August Rühl sowie der Bürgermeister Bernhard Eberhard angehörten. Die Volkskommission reiste nach Kassel und überbrachte dem Kurfürsten erneut die nun als ultimative Aufforderung drohend umformulierte Petition. Dieses so genannte Hanauer Ultimatum bewirkte seinen Zweck: Kurfürst Friedrich Wilhelm gab angesichts der revolutionären Stimmung, die den Hintergrund des Ereignisses bildete, nach und bewilligte die Forderungen nach Presse-, Religions- und Gewissensfreiheit, stellte das Petitions-, Vereinigungs- und Versammlungsrecht wieder her und erließ eine Amnestie für politische Vergehen. Gleichzeitig wurde eine liberale Märzregierung unter dem Hanauer Bürgermeister Eberhard gebildet, in der dieser Innenminister wurde.
Der Delegation wurde bei ihrer Rückkehr nach Hanau ein begeisterter Empfang auf dem Neustädter Markt zuteil. Eine langfristige Wirkung erzielte das Ultimatum allerdings nicht: Nach der Niederschlagung der Märzrevolution 1849 hielt die Reaktion mit der 1850 gebildeten Regierung unter Ludwig Hassenpflug erneut Einzug in die kurhessische Politik.